# Jakob von Salza
Jakob von Salza (* August 1481 in Schreibersdorf bei Lauban, Oberlausitz; † 25. August 1539 in Neisse, Fürstentum Neisse) war Fürstbischof von Breslau.

## Herkunft und Werdegang

Wappen des Breslauer Bischofs Jakob von Salza

Jakob von Salza entstammte dem thüringischen Adelsgeschlecht Salza, das seit 1298 in der Oberlausitz und in Schlesien begütert war. Jakob war der jüngste Sohn des Nikolaus von Salza († 1485), Erbherrn auf Schreibersdorf, Lichtenau und Linda bei Lauban in der Oberlausitz. Er studierte seit 1498 in Leipzig und Bologna und erwarb 1508 in Ferrara den juristischen Doktorgrad. Der böhmische König Vladislav II. ernannte ihn 1510 zum Landeshauptmann des zur Krone Böhmen gehörenden Herzogtums Glogau.
1511 entschied sich Jakob für den geistlichen Stand. Nach der Priesterweihe erhielt er Kanonikate am Glogauer Kollegiatstift und am Breslauer Kreuzstift sowie 1513 am Breslauer Dom, dessen Prälat-Scholaster er 1516 wurde. Da er bei den schlesischen Fürsten und Ständen und am böhmischen Königshof wegen seiner Verwaltungsführung sehr angesehen war, konnte er das Amt des Glogauer Landeshauptmanns trotzdem behalten.

### Fürstbischof von Breslau
Nach dem Tod des Breslauer Bischofs Johann V. Thurzo wählte das Domkapitel am 1. September 1520 Jakob von Salza einstimmig zu dessen Nachfolger. Obwohl Papst Leo X. den Mitbewerber Johann Albrecht von Brandenburg bevorzugt hätte, bestätigte er am 24. Juli 1521 auf Druck des Breslauer Domkapitels und nach einer Intervention des Breslauer Rates sowie des böhmischen Oberstburggrafen Zdeniek Lev von Rosental die Wahl Jakobs. Die Bischofsweihe erfolgte am 17. November 1521 durch den Breslauer Weihbischof Heinrich von Füllstein.
Als erwählter Bischof regierte Jakob von Salza schon seit dem 10. Dezember 1520 im Auftrag des Domkapitels und mit Billigung des Schlesischen Fürstentages das Neisser Bistumsland.
In die Zeit seiner Regierung fällt die Einführung der Reformation in Breslau (Breslauer Disputation), auch durch das Wirken von Johann Heß, und in weiten Teilen Schlesiens, in dem sich das Luthertum ausbreiten konnte. Trotz der 1523 abgehaltenen Diözesansynode konnte er die konfessionelle Spaltung seines Bistums nicht aufhalten. Während seiner Regierungszeit gingen den Katholiken in Breslau mehrere Kirchen verloren (u. a. St. Magdalena, St. Elisabeth und St. Bernhard). Nur die unter bischöflicher Landeshoheit stehenden Gebiete sowie einzelne Klöster und Abteien blieben katholisch.
Trotzdem wurde Jakob von Salza in der Nachfolge des 1536 verstorbenen Herzogs Karl I. von Münsterberg durch den böhmischen und Römisch-deutschen König Ferdinand I. zum Oberlandeshauptmann von Schlesien berufen.
Drei Jahre später starb er in seiner Residenz in Neisse. In der dortigen Pfarrkirche St. Jakob wurde er in einer Tumba bestattet.